# Ткач, Полина
Полина Ткач (укр. Поліна Ткач; род. 1999) — украинская модель. Победительница конкурса красоты «Мисс Украина 2017». Участница «Мисс мира 2017».

## Биография
Такч родилась 21 марта 1999 года в Киеве. Родители — госслужащие. У Полины есть младшая сестра. 
Продолжительное время    занималась спортивными бальными танцами.
Окончила Национальный авиационный университет (специальность «международный бизнес»).